# George Sawatzky
George Sawatzky (Winkler (Canada), 16 mei 1942) is een Nederlands-Canadees natuurkundige. Hij is bekend vanwege zijn onderzoek binnen de vastestoffysica.

## Biografie
Sawatzky promoveerde in 1969 aan de Universiteit van Manitoba op het onderwerp vastestoffenfysica. In 1979 werd hij benoemd tot hoogleraar aan de Rijksuniversiteit Groningen. In 1986 werd hij directeur van Materials Science Center (onderdeel van de Rijksuniversiteit Groningen), een functie die hij vervulde tot 1997. In 2001 is hij aangesteld als hoogleraar aan de Universiteit van Brits-Columbia. Hij is een van de directeuren van het Max Planck Instituut.
Sawatzky heeft tijdens zijn wetenschappelijke loopbaan meer dan 250 artikelen gepubliceerd in wetenschappelijke tijdschriften, onder andere gerelateerd aan de vastestoffysica. Hij heeft onder andere gepubliceerd in het tijdschrift Physics and Chemistry of Solids. Daarnaast is hij gasthoogleraar geweest aan de Universiteit van Osaka en de Universiteit Parijs. Hij is de promotor geweest van meer dan 25 studenten.

## Erkenning
In 1991 trad hij toe tot de Koninklijke Academie en in 1996 ontving Sawatzky de Spinozapremie. In 1997 won hij de Nieuwsblad van het Noorden-prijs en in 2002 werd hij lid van de Royal Society of Canada.